# Maamora (Saïda)
Maamora (în arabă المعمورة) este o comună din provincia Saïda, Algeria.
Populația comunei este de 7.082 de locuitori (2008).